# لنگیندیرن
لنگیندیرن (به انگلیسی: Llangyndeyrn) یک منطقهٔ مسکونی در بریتانیا است که در کارمارتنشر واقع شده‌است. لنگیندیرن ۳٬۱۰۲ نفر جمعیت دارد.